# Colette Andriot
Pour les articles homonymes, voir Andriot.
Colette Andriot est une poétesse française née le 13 février 1941. Elle vit à Châtenoy-le-Royal, département de Saône-et-Loire en région Bourgogne-Franche-Comté. Elle a été institutrice et bibliothécaire.